# Domus del Mito
La Domus del Mito è un sito archeologico situato nel territorio del comune di Sant'Angelo in Vado.

## Storia e descrizione
La Domus, situata presso il "Campo della Pieve" è stata eretta verso la fine del I secolo d.C. ed è ampia circa 1 000 metri quadrati e impreziosita da un ricco complesso di mosaici figurati bicromi e policromi. La Domus rappresenta il più importante ritrovamento archeologico venuto alla luce negli ultimi 50 anni; l'elevato numero di figure, per lo più legate alla mitologia classica, le ha valso l'appellativo di "Domus del Mito". I pavimenti musivi, di buona e ottima qualità, e per lo più splendidamente conservati, esibiscono soggetti vari che mostrano l'inserimento dell'antica città di Tifernum Mataurense nel circuito di cartoni e maestranze specializzate, e la presenza in essa di una committenza colta e raffinata. Fra i temi raffigurati spiccano: Nettuno e Anfitrite sul carro del trionfo trainati da cavalli marini, seguiti da Dioniso, dio del vino per poi giungere al viso pietrificante di Medusa. Altra stanza spettacolare è il triclinium in cui sono raffigurate una scena di caccia e una di pesca contornate da un festoso repertorio di motivi geometrici in bianco e nero.